# 小行星989
小行星989（989 Schwassmannia）是一颗围绕太阳公转的小行星。
該小行星以德國天文學家弗利德里希·卡爾·阿諾德·施瓦斯曼命名。

## 参数
这颗小行星的绝对星等为11.80等，自转周期为4.58小时。